# Kuchenne schody
Kuchenne schody (fr. Pot-Bouille) – dziesiąty tom cyklu Rougon-Macquartowie, opublikowany w 1882, analiza życia codziennego mieszczan z paryskiej klasy średniej w czasach II Cesarstwa.

## Treść
Utwór przedstawia losy szanowanych rodzin mieszczańskich, które żyją w jednej eleganckiej kamienicy na ulicy Choiseul. Mimo dobrej opinii, jaką cieszą się na zewnątrz, bohaterowie w rzeczywistości prowadzą życie wbrew głoszonym zasadom moralności i wikłają się w romanse i półlegalne operacje finansowe. W szczególności opisane zostały losy rodziny Josserand, gdzie matka na siłę stara się wydać za mąż swoje córki, poniżając je i wykorzystując do pracy ponad siły swojego uległego męża, małżeństwa Vabres, w którym ona jest posiadającą licznych kochanków histeryczką, on hipochondrykiem, oraz małżeństwa Duveyrier, które aspiruje do odgrywania wiodącej roli w kamienicy, podczas gdy Duveyrier zdradza żonę i pozoruje samobójstwo, by uniknąć odpowiedzialności za nieudane operacje finansowe. Faktyczny obraz życia w kamienicy, której mieszkańcy pozują na obrońców moralności, przedstawia jedynie ich służba, która codziennie spotyka się na kuchennych schodach i komentuje bieżące wydarzenia.
Bohater, Oktaw Mouret, przybywa do Paryża w 1862 r., by iść w ślady wuja Arystydesa Rougona i dorobić się fortuny. Poznaje stopniowo panujące w mieście stosunki, romansując kolejno z Marią Pichoń i Bertą Josserand, by w końcu dla pieniędzy ożenić się z właścicielką sklepu odzieżowego Karoliną Hédouin. Chociaż jego kolejne romanse zostają odkryte i skomentowane, bogate małżeństwo młodzieńca pozwala mu nie stracić reputacji, podczas gdy wynajmujący ostatnie piętro domu robotnicy zostają poddani ostracyzmowi pozostałych mieszkańców za „złe prowadzenie się”.

## Okoliczności powstania powieści
Kuchenne schody nie były zaplanowane w pierwotnych szkicach cyklu. Najprawdopodobniej inspiracją do ich napisania była dyskusja nad relacjami między literaturą i moralnością, częściowo związana z publikacją Nany oraz chęć uzupełnienia krytycznego obrazu społeczeństwa o wizję klasy średniej. Zola wyraźnie wskazywał, że Kuchenne schody mają uzupełniać utwór o sytuacji ludu - W matni - i stanowić poważne oskarżenie pod jego adresem. Analogię tę miał dodatkowo wskazywać fakt powtórzenia motywu domu - mikrokosmos kamienicy przy ulicy Goutte d'Or odpowiadał domowi przy ulicy Choiseul.

## Tytuł i cechy utworu
Podobnie jak w przypadku W matni, Zola posłużył się w tytule słowem pochodzącym ze slangu paryskiego. Pot-bouille oznacza największy kuchenny garnek. Słowo to nie ma odpowiedników w innych językach, tymczasem zawierało treść metaforyczną - kipiący garnek oznaczał całą kamienicę, do której niczym składniki potrawy zostali wrzuceni przypadkowi mieszkańcy i w której za elegancką fasadą kipią ludzkie dramaty i słabości. W języku polskim nawiązano do potocznego określeniaod kuchni, które częściowo tłumaczy cel powieści - ukazanie od kuchni, od podszewki życia w eleganckiej i cieszącej się dobrą opinią kamienicy, a równocześnie nawiązuje do miejsca odgrywającego istotną rolę w utworze. Pierwotnie tytuł polski miał brzmieć „Od strony kuchni”, w pierwszych wydaniach pojawiała się też wersja Garkuchnia.
W Kuchennych schodach po raz pierwszy zastosowany został zabieg odsłaniania mechanizmów funkcjonowania danego środowiska oczami osoby, która wchodzi do niego z zewnątrz i sama poznaje jego realia. W powieścią taką funkcję pełni Oktaw Mouret, który równolegle z czytelnikiem obserwuje dom i jego mieszkańców, stopniowo uzmysławiając sobie, kim są w rzeczywistości, a jaką rolę starają się grać przed całym społeczeństwem. Kolejne sceny utworu potwierdzają teatralny i nieszczery charakter religii w roli mieszczan, jak również ich ideową zaściankowość, egoizm, wąskie horyzonty myślowe. Jedyną postacią przedstawioną w sposób pozytywny jest Karolina Hedouin, która w finale zostaje żoną Oktawa - pierwsze w cyklu uosobienie ideału kobiety według pisarza: osoby zdrowej fizycznie i psychicznie, otwartej na postęp technologiczny, pracowitej, inteligentnej, tworzącej z mężem związek oparty na wzajemnym szacunku i wsparciu.

## Recepcja
Recepcja utworu nie była zbyt dobra, oprócz niejako tradycyjnego już oburzenia na niemoralność powieści doszły jeszcze zarzuty o słabej konstrukcji, zaludnieniu dzieła postaciami, których charakter i życie nie są w stanie zainteresować czytelnika. Martin Bernard pisał, iż główną wadą utworu jest nie tyle obszerność materiału, co wrażenie dłużyzny oraz fakt, że Zola świadomie tworzył postaci całkowicie przeciętne oraz rozbijał akcję na dziesiątki scen. Faktycznie, Zola odszedł od konwencji rozbudowywania jednej, góra kilku postaci, i zaprezentował szeroką panoramę życia w kamienicy, gdzie nikt nie jest de facto wyróżniony jako główny bohater utworu; nawet pierwszoplanowy Oktaw Mouret daleki jest od wiodącej pozycji w utworze, jaką osiągają na ogół inni bohaterowie cyklu. Utwór w założeniach Zoli miał stanowić uzupełnienie W matni, ukazujące drugą, po robotnikach, wiodącą klasę społeczną i jej życie codzienne. Tym samym Kuchenne schody okazują się jedną z wierniejszych realizacji metody naturalistycznej - oparcia się na przeciętnych, niczym niewyróżniających osobach i opisania ich codziennego życia. Jednak naturalista Henryk Céard uznał utwór za „pozbawiony atmosfery”. Kuchennymi schodami zachwycał się za to André Gide.
Po publikacji utworu kilka osób pozwało nawet autora do sądu, nie życząc sobie, by bohaterowie utworu nosili ich nazwiska. W jednym wypadku sąd cywilny zmusił pisarza do zmiany (Duverdy na Duveyrier), jednak dalsze pozwy (od osób nazwiskiem Vabres i Mouret) zostały oddalone.

## Adaptacje
- Sztuka teatralna wystawiana w Teatrze Ambigu w 1883 r.
- Film Juliena Duviviera z 1957 r. z Gérardem Philippe w roli Oktawa
- Serial telewizyjny francuski z 1972 r. z Rogerem Van Hoolem w roli głównej